# Dialer
Dialer je škodlivý program, který změní způsob přístupu na internet prostřednictvím modemu. Přesměruje vytáčení čísla pro internetové připojení na linky s vysokými sazbami (například 60 Kč za minutu). Uživatel to většinou zjistí až podle účtu za telefon, který je nebývale vysoký. S růstem trvalého internetového připojení (např. ADSL nebo Wi-Fi) však tato forma malwaru pomalu ustupuje.
K odstranění těchto dialerů slouží některé antivirové programy či programy pro detekci a odstraňování spyware.
Dialer se také nazývá volací automat telefonických center který zajišťuje rovnoměrné zatížení operátorů v call centru tím že namísto manuálního vytáčení čísel číslo pro volného operátora vytočí a rovnou ho spojí. Šetří se tím čas zbytečně strávený vytáčením a vyhledáváním čísel.
Dialer je také pojem užívaný pro drobné kapesní zařízení generující převážně DTMF signál pro vytáčení vzdálených zařízení tónovou volbou (nejen) při bezdrátové komunikaci. (viz Tónová volba). Jedná se mnohdy o "klíčenku" opatřenou klávesnicí jako na tlačítkovém telefonu, která plní v podstatě stejnou funkci, jen je generovaný signál vysílán na vestavěný reproduktor, namísto přímého směrování do telefonního vedení směrem k ústředně. Takto generovaný signál je možné prostřednictvím mikrofonu vysílačky, nebo obdobným zařízením poslat k přijímači, který daný číselný kód dekóduje a provede patřičný úkol, na který je nastaven. (spuštění vyzvánění přijímače jako u klasického telefonu, případně další ovládací funkce). Tato metoda (a jí podobné) byla v době neexistující bezdrátové telefonie v ČR v podstatě jedinou možností, jak uskutečnit cílený dálkový hovor (respektive cílené vytočení volané stanice) bez nutnosti drátového spojní skrze ústřednu a hlavně bez poplatku operátorovi. Přijímač signálu (převážně CB či HAM radio) musí být vybaven patřičným přijímačem či dekodérem signálu. Takto lze ovládat kromě telefonních ústředen také radiopřijímače, nespočet zařízení včetně alarmů, kotelen a dalších jednodušších zařízení.
Tato metoda "vytáčení" prakticky upadla v zapomnění s příchodem dostupné GSM telefonie.